# Albi di Dylan Dog (2008)
Albi del fumetto Dylan Dog pubblicati nel 2008.
| Nr. | Titolo                  | Mese di pubblicazione | Soggetto             | Sceneggiatura        | Disegni             | Copertina    |
| --- | ----------------------- | --------------------- | -------------------- | -------------------- | ------------------- | ------------ |
| 257 | Il custode              | gennaio               | Giancarlo Marzano    | Giancarlo Marzano    | Luigi Piccatto      | Angelo Stano |
| 258 | La furia dell'Upyr      | febbraio              | Pasquale Ruju        | Pasquale Ruju        | Angelo Stano        | Angelo Stano |
| 259 | Da una lontana galassia | marzo                 | Luigi Mignacco       | Luigi Mignacco       | Corrado Roi         | Angelo Stano |
| 260 | La condanna di Casper   | aprile                | Michele Masiero      | Michele Masiero      | Giampiero Casertano | Angelo Stano |
| 261 | Saluti da Moonlight     | maggio                | Giovanni Di Gregorio | Giovanni Di Gregorio | Giovanni Freghieri  | Angelo Stano |
| 262 | L'incendiario           | giugno                | Giuseppe De Nardo    | Giuseppe De Nardo    | Bruno Brindisi      | Angelo Stano |
| 263 | La collina dei conigli  | luglio                | Michele Medda        | Michele Medda        | Nicola Mari         | Angelo Stano |
| 264 | Liam il bugiardo        | agosto                | Giancarlo Marzano    | Giancarlo Marzano    | Luigi Piccatto      | Angelo Stano |
| 265 | Reincarnazioni          | settembre             | Pasquale Ruju        | Pasquale Ruju        | Corrado Roi         | Angelo Stano |
| 266 | Gli artigli del Drago   | ottobre               | Pasquale Ruju        | Pasquale Ruju        | Ugolino Cossu       | Angelo Stano |
| 267 | Cose dell'altro mondo   | novembre              | Giovanni Di Gregorio | Giovanni Di Gregorio | Giampiero Casertano | Angelo Stano |
| 268 | Il modulo A38           | dicembre              | Roberto Recchioni    | Roberto Recchioni    | Bruno Brindisi      | Angelo Stano |

## Il custode
A Maggwann, un piccolo paese di montagna, viene ritrovato un sarcofago di pietra contenente il cadavere di un uomo con abiti settecenteschi. A seguito del ritrovamento, una serie di orribile delitti sconvolgerà il paese e Dylan Dog avrà a che fare con un essere immortale che già in epoche passate portò la morte. L'unico modo per fermarlo sembra essere legato ad un pugnale ritrovato all'interno del sarcofago. 

## La furia dell'Upyr
Il professor Emil Lysenko ingaggia Dylan Dog affinché ritrovi la moglie scomparsa. La donna, la ricercatrice Sonja Lysenko, è scomparsa assieme ai suoi colleghi durante una spedizione nei pressi della centrale di Chernobyl. Il professore è convinto che la squadra sia caduta vittima dell'Upyr, una creatura leggendaria metà stregone e metà vampiro. Dylan Dog partirà così alla volta dell'Ucraina per risolvere il mistero.

## Da una galassia lontana
Luc Faraday è un famoso scrittore di fantascienza che si rivolge a Dylan Dog affinché lo accompagni a Northland, sua città natale, per scoprire il mistero sulla morte dei suoi nonni. Quindici anni prima infatti, quando ancora era un bambino, assistette all'uccisione dei nonni, testimoniando contro una banda di rapinatori, ma ora lo scrittore dice di aver recuperato la memoria persa a causa dello shock subito ed è convinto che i suoi nonni siano stati uccisi dagli alieni.

## La condanna di Casper
Dylan Dog con l'aiuto di Madame Trelkovski deve cercare di riportare l'equilibrio che esiste tra il nostro mondo e l'aldilà, equilibrio che pare sia stato spezzato. E pare che al centro di tutto vi sia un ragazzo sedicenne di nome Casper.

## Saluti da Moonlight
Dylan Dog ritorna a Moonlight per salvare quattro giovani sognatori, Rusty “il ribelle”, Monet “il pittore”, Butterfly “la poetessa” e Gandhi “l'idealista”, inseguiti da tre segugi infernali.
- Pur avendo come titolo "Saluti da Moonlight" e vedendo in copertina Dylan col fantasma di Marina Kimball, in quest'albo Marina non appare se non in due pagine.

## L'incendiario
Un incendio doloso all'interno della scuola di Branford uccide molti alunni. Il paese si trova però in un altro tempo, Dylan Dog può quindi fermare la strage infiltrandosi sotto falsa identità, come Nil Nobody, nella scuola.
- Curiosità: Il nome Nil ricorda molto la locuzione latina Nihil, che significa "Niente", mentre in inglese "Nobody" significa nessuno.

## La collina dei conigli
La famiglia Hutchins, i coniugi Daniel e Martha e la figlia Sheila, vanno a vivere in una casa di campagna, ma il loro soggiorno è funestato da strani rumori notturni e da animali domestici sbranati. Dylan Dog cercherà di risolvere il mistero che pare venire dalla collina vicina alla casa, in cui un'orda di conigli-zombie si è radunata per avere vendetta contro gli esseri umani responsabili di un crimine molto grave.
- La storia è una protesta contro la vivisezione.
- Il titolo è una citazione di La collina dei conigli di Richard Adams.

## Liam il bugiardo
Tra le tante frottole che quotidianamente racconta Liam Losey, ce n'è una in cui asserisce di essere stato l'assistente di Dylan Dog. Questo lo metterà nei guai quando un vampiro farà la sua comparsa nel quartiere di Brixton, in quanto il mostro ha rapito una ragazza che altri non è che la figlia di un pezzo grosso della Mafia, che vuole che Dylan e Liam la liberino.

## Reincarnazioni
Sheena Johnson chiede l'aiuto di Dylan Dog in quanto sostiene che, a seguito di una seduta di ipnosi regressiva, le anime di tre feroci serial killer del passato si siano reincarnate dentro di lei. 

## Gli artigli del Drago
A Soho, la chinatown londinese, è in corso una faida tra due fazioni della Triade, la mafia cinese. Dylan Dog cercherà di salvare Liu e Zhang, due sorelle immigrate clandestinamente, che pare siano protette dalla guerriglia in corso da forze millenarie.

## Cose dell'altro mondo
Dylan Dog questa volta se la deve vedere con un quartiere della periferia di Londra in cui pare si sia manifestata tutta in una volta la gran parte degli orrori affrontati in passato.
- L'episodio è un omaggio al sito di Second Life.

## Il modulo A38
Dylan Dog è l'unico uomo sulla faccia della terra ad avere memoria di Groucho, pare infatti che la sua esistenza sia stata cancellata dalla Terra. Quando Molly Bueller si reca da Dylan dicendo che la stessa cosa è accaduta a suo marito, l'indagatore si renderà conto che il complotto è di proporzioni enormi.
- L'albo è un omaggio al lungometraggio Le dodici fatiche di Asterix.